# Micrathyria dido
Micrathyria dido är en trollsländeart som beskrevs av Friedrich Ris 1911. Micrathyria dido ingår i släktet Micrathyria och familjen segeltrollsländor. Inga underarter finns listade i Catalogue of Life.